# Colestilan
Colestilan (INN, tên thương mại BindRen) là một loại thuốc hoạt động như một chất kết dính phosphat  và chất cô lập axit mật. Nó là một loại nhựa trao đổi ion, là một chất cô lập axit mật được sử dụng bằng đường uống đang được phát triển bởi Tập đoàn Mitsubishi Tanabe Pharma để điều trị chứng tăng cholesterol máu và tăng phospho máu. Nó đã được đưa ra ở Nhật Bản cho chứng tăng cholesterol máu. Để điều trị chứng tăng phosphate huyết, nó được đưa ra ở Áo, Đức, Cộng hòa Séc, Bồ Đào Nha và Vương quốc Anh, được đăng ký tại EU. Sự phát triển giai đoạn III ở bệnh nhân nhi bị tăng phospho máu liên quan đến bệnh thận mãn tính đang được tiến hành ở Anh và Đức. Tuy nhiên, công ty đã ngừng phát triển. Ngoài ra, sự phát triển giai đoạn II trong đái tháo đường týp 2 và giai đoạn I trong tăng phospho máu, ở Nhật Bản, cũng đã bị công ty ngừng cung cấp.
Sự phát triển giai đoạn III đối với chứng tăng phospho máu trước đây đã được tiến hành ở Mỹ. Tuy nhiên, Mitsubishi Tanabe Pharma đã ngừng phát triển tại thị trường này. Colestilan cũng đã được điều tra trong các thử nghiệm pha III ở châu Âu và châu Á về tăng cholesterol máu. Tuy nhiên, kể từ tháng 3 năm 2015, không có báo cáo phát triển gần đây nào được xác định cho thuốc trong chỉ định này 

## Sử dụng lâm sàng
Colestilan được sử dụng để điều trị tăng phospho máu (nồng độ phosphate quá cao trong huyết thanh) ở những bệnh nhân được lọc máu, bao gồm lọc màng bụng.

## Chống chỉ định
Colestilan chống chỉ định ở những bệnh nhân bị tắc ruột.

## Tương tác
Chất này có thể ức chế sự tái hấp thu của các loại thuốc khác, cũng như các vitamin tan trong chất béo (A, D, E, K) và folate từ ruột. Kết quả là nồng độ trong máu thấp hơn có thể là vấn đề lâm sàng với thuốc ức chế miễn dịch và thuốc chống động kinh.

## Tác dụng phụ
Tác dụng phụ bao gồm các vấn đề về đường tiêu hóa như táo bón, cũng như thiếu vitamin và calci. Thiếu vitamin K đôi khi gây xuất huyết tiêu hóa.

## Hóa học và cơ chế hoạt động
Colestilan là một chất đồng trùng hợp liên kết ngang của 2-methylimidazole và epichlorohydrin và hoạt động như một loại nhựa trao đổi anion có ái lực với phosphate, anion axit mật và urate. Nó liên kết các anion này trong ruột và loại bỏ chúng khỏi tuần hoàn ruột. Colestilan không được hấp thụ từ ruột, nhưng được bài tiết cùng với các anion bị ràng buộc.

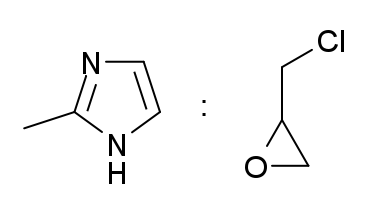
2-methyl-1 H -imidazole (trái) và epichlorohydrin (phải)